# Antoni Białobrzeski
Antoni Białobrzeski (ur. 21 maja 1793, zm. 1867) – duchowny katolicki, wikariusz kapitulny archidiecezji warszawskiej w 1861.

## Życiorys
Syn Joachima Białobrzeskiego h. Abdank i Józefy Strzeszewskiej.
Był katolickim duchownym, prepozytem łomżyńskim. Od 1837 był scholastykiem warszawskim i do 1857 był wiceoficjałem. Od 1856 był archidiakonem.
Po śmierci metropolity Antoniego Melchiora Fijałkowskiego (zmarł 5 października 1861), od 12 października 1861 do grudnia 1861 sprawował urząd wikariusza kapitulnego archidiecezji warszawskiej. W październiku 1861, kiedy rosyjscy żołnierze wtargnęli do warszawskiej katedry, administrator Białobrzeski polecił, aby kościoły w Warszawie zostały zamknięte (począwszy od 17 października). Generał Aleksandr Lüders, który od 8 listopada 1861 p.o. namiestnika Królestwa Polskiego zażądał, aby kościoły zostały otwarte. A kiedy Antoni Białobrzeski odmówił, namiestnik postanowił 12 listopada aresztować administratora i umieścić go w Cytadeli. Społeczeństwo warszawskie było oburzone działaniami władz rosyjskich, gdyż ksiądz Białobrzeski cierpiał na zapalenie płuc i miał 68 lat. 12 grudnia 1861 rosyjski sąd wojenny w Warszawie skazał Antoniego Białobrzeskiego na karę śmierci. Następnie po interwencji cara Aleksandra II w drodze łaski, wyrok został zmieniony na rok więzienia w twierdzy w Bobrujsku. Antoni Białobrzeski zmarł w 1867 na wygnaniu.

## Literatura dodatkowa
- Bp. Michał Godlewski: Białobrzeski Antoni. W: Polski Słownik Biograficzny. T. 2: Beyzym Jan – Brownsford Marja. Kraków: Polska Akademia Umiejętności – Skład Główny w Księgarniach Gebethnera i Wolffa, 1936, s. 14. Reprint: Zakład Narodowy im. Ossolińskich, Kraków 1989, ISBN 83-04-03291-0